# NetCologne
NetCologne ist ein regionaler Telekommunikationsdienstleister, Kabelnetzbetreiber und Internet Service Provider mit eigenem Telekommunikationsnetz in der Metropolregion Rheinland. Der Schwerpunkt liegt in der Region Köln/Bonn, wo sich auch der Hauptsitz am Coloneum in Köln-Ossendorf befindet.

## Geschichte

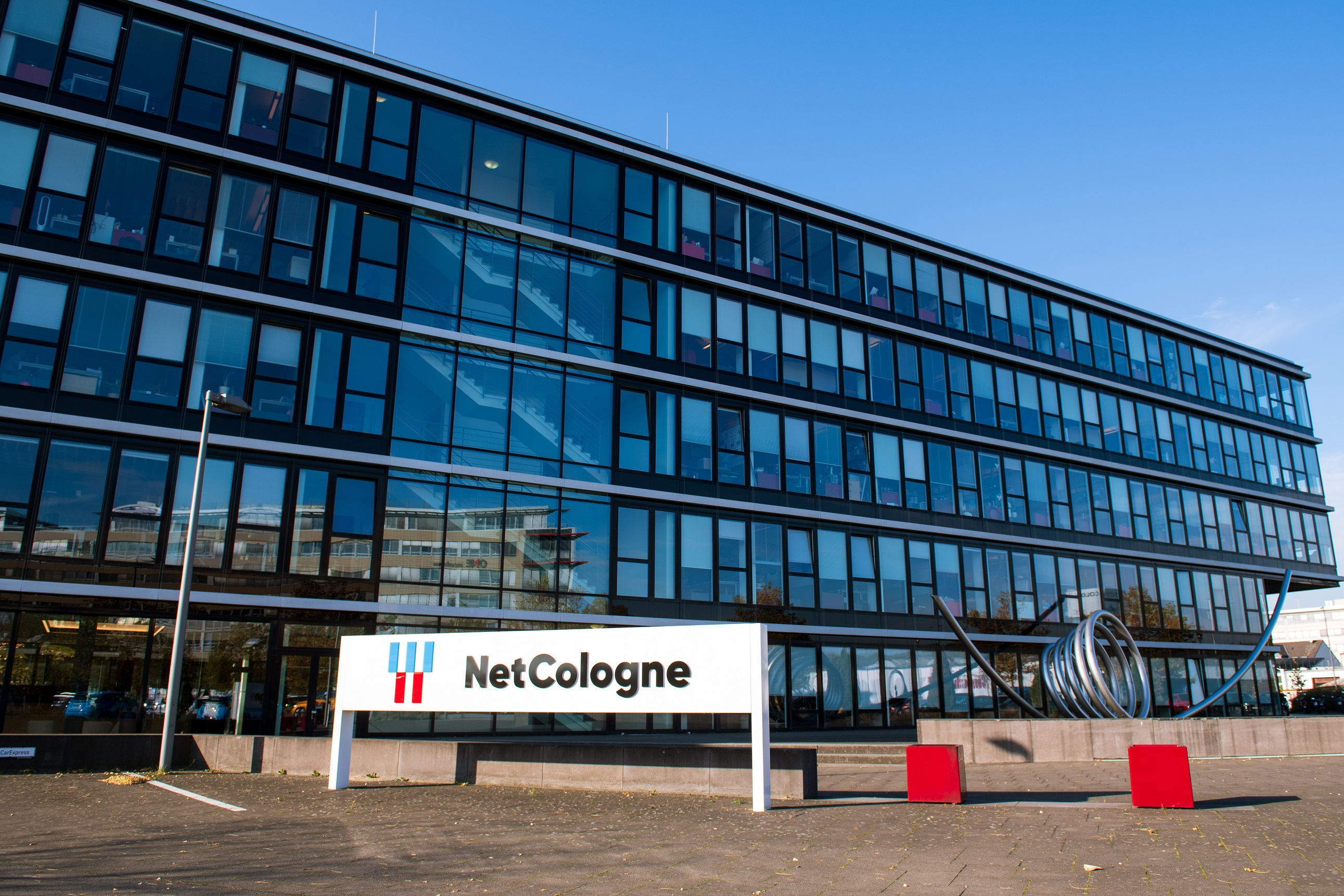
Hauptsitz in Köln-Ossendorf

NetCologne wurde am 31. Oktober 1994 von GEW Köln (heutiger Name RheinEnergie), Stadtsparkasse Köln (heutiger Name Sparkasse KölnBonn) und den Kölner Verkehrs-Betrieben in Köln gegründet. Seit 2004 ist die Holdinggesellschaft GEW Köln zu 100 Prozent Gesellschafter des Unternehmens, und somit die Stadtwerke Köln und die Stadt Köln selbst. Anfang 2006 bezog NetCologne den von Bolwin Wulf Architekten geplanten neuen Firmensitz am Medienstandort Köln-Ossendorf „Am Coloneum“. Am 1. April 2009 wurde das Schwesterunternehmen NetAachen gegründet, als Joint Venture mit den Stadtwerken Aachen und NetCologne. Seit dem 1. März 2018  bietet NetCologne mit seinem 100-prozentigem Tochterunternehmen NetCologne IT Services GmbH außerdem auch IT-Dienstleistungen an.
Das Verbreitungsgebiet reicht von Köln, Bonn und Leverkusen über den Rhein-Erft-Kreis, Rhein-Sieg-Kreis sowie in Teilen Düsseldorf, Rhein-Kreis Neuss, Rheinisch-Bergischer Kreis, Ennepe-Ruhr-Kreis, Kreis Mettmann, Kreis Euskirchen und Oberbergischer Kreis.
NetCologne treibt den Ausbau des eigenen Glasfasernetzes stetig voran. Bis zum 31. Dezember 2020 verzeichnete die NetCologne: 441.000 Festnetzanschlüsse (Telefon & Internet) über TAL, 200.000 Breitband-Anschlüsse über das eigene Netz, 13.000 Mobilfunkkunden und 261.000 TV-Kunden. An der Gesamtmenge von bundesweit rund 34,6 Mio. Festnetzanschlüssen (inklusive Breitband- und VoIP-Anschlüsse) betrug der Marktanteil der NetCologne 1,2 %. Damit ist NetCologne einer der größten regionalen Telekommunikationsdienstleister in Deutschland. Der Umsatz im Geschäftsjahr 2020 belief sich auf 257 Millionen Euro, das Investitionsvolumen lag bei 32 Millionen Euro und das Stammkapital bei 9.802.400 Euro. Jahresergebnis 2015: 11,2 Millionen Euro (vor Steuern und außerordentlichem Ergebnis). 2019 sank das Ergebnis um 10 Prozent. Das Unternehmen beschäftigte zu Stand Q3/2022 1200 Mitarbeiter (inkl. Auszubildende bzw. Dualstudenten).

## Technik
Das firmeneigene Telekommunikationsnetz von NetCologne umfasst rund 23.500 Kilometer Glasfaserkabel, 857 Kilometer Koaxialkabel und 176 Kilometer Kupferkabel (Stand 2. Dezember 2016 für Glasfaser und 31. Dezember 2013 für Koaxial- und Kupferkabel). NetCologne mietet teilweise das letzte Kabelstück, die sogenannte letzte Meile, von der Deutschen Telekom an. Durch den Ausbau eines eigenen Glasfasernetzes kann NetCologne seine Kunden direkt und unabhängig von der Telekom ans Internet anschließen – 40 Prozent aller Anschlüsse werden bisher über das eigene Netz (FTTH, FTTB, FTTC, HFC) realisiert. Die Schaltung der Kupferadern der Endkunden auf das Glasfasernetz von NetCologne erfolgt mittels Optical Network Units (ONU). Das Netz von NetCologne ist an den DE-CIX, LINX (London), AMS-IX und ECIX angeschlossen.
Beim Netzausbau verfolgt NetCologne unterschiedliche Anschlussstrategien: Um möglichst viele Menschen auch jenseits der Ballungsgebiete mit Highspeed-Anschlüssen versorgen zu können, setzt das Unternehmen auf einen Technologie-Mix. In Gebieten mit hoher Einwohnerdichte ist der Ausbau via FTTB (= Fibre to the Building, Glasfaser bis in die Häuser), FTTH (= Fibre to the Home, Glasfaser bis in die Wohnung) oder HFC (Hybrid Fibre Coax) Strategie. Alternativ investiert NetCologne auch in den Ausbau des FTTC-Netzes (= Fibre to the Curb). Dort, wo ein Direktanschluss der Gebäude wirtschaftlich nicht möglich ist, wird die Glasfaser bis zum Kabelverzweiger vor Ort verlegt, somit wird auch dort die Leistung mittels Vectoring-Technik auf bis zu 100 Mbit/s erhöht.

## Vermittlungsstellen
Das vermittlungstechnische Netz besteht derzeit aus fünf Vermittlungsstellen, die untereinander vollvermascht sind. Jede Vermittlungsstelle hat darüber hinaus Anbindungen an andere Netzbetreiber, hier vor allem an die Deutsche Telekom.
Für den Netzausbau Richtung Rhein-Erft-Kreis, Aachen/Düren (NetAachen) sowie Lohmar, Rösrath und Overath setzte NetCologne spätestens seit Mitte 2005 auf einen multifunktionalen und zukunftsorientierten Zugangsknoten (Multi Service Access Node = MSAN) namens AXH. Er machte den nahtlosen Übergang sowohl zu neuen Breitbandangeboten als auch zu IP-basierten Netzstrukturen möglich. Als Nebeneffekt wurden Betriebsmittelkosten und Investitionen reduziert.
Seit Juli 2005 wurden die bestehenden DSLAMs von Alcatel-Lucent auf den aktuellen Stand gebracht, so dass praktisch im gesamten Ausbaugebiet ADSL2+ flächendeckend angeboten werden konnte. Nach und nach baute NetCologne parallel zu dieser Technik diese Gebiete mit VDSL und G.Fast aus.

## Eigene Netzinfrastruktur

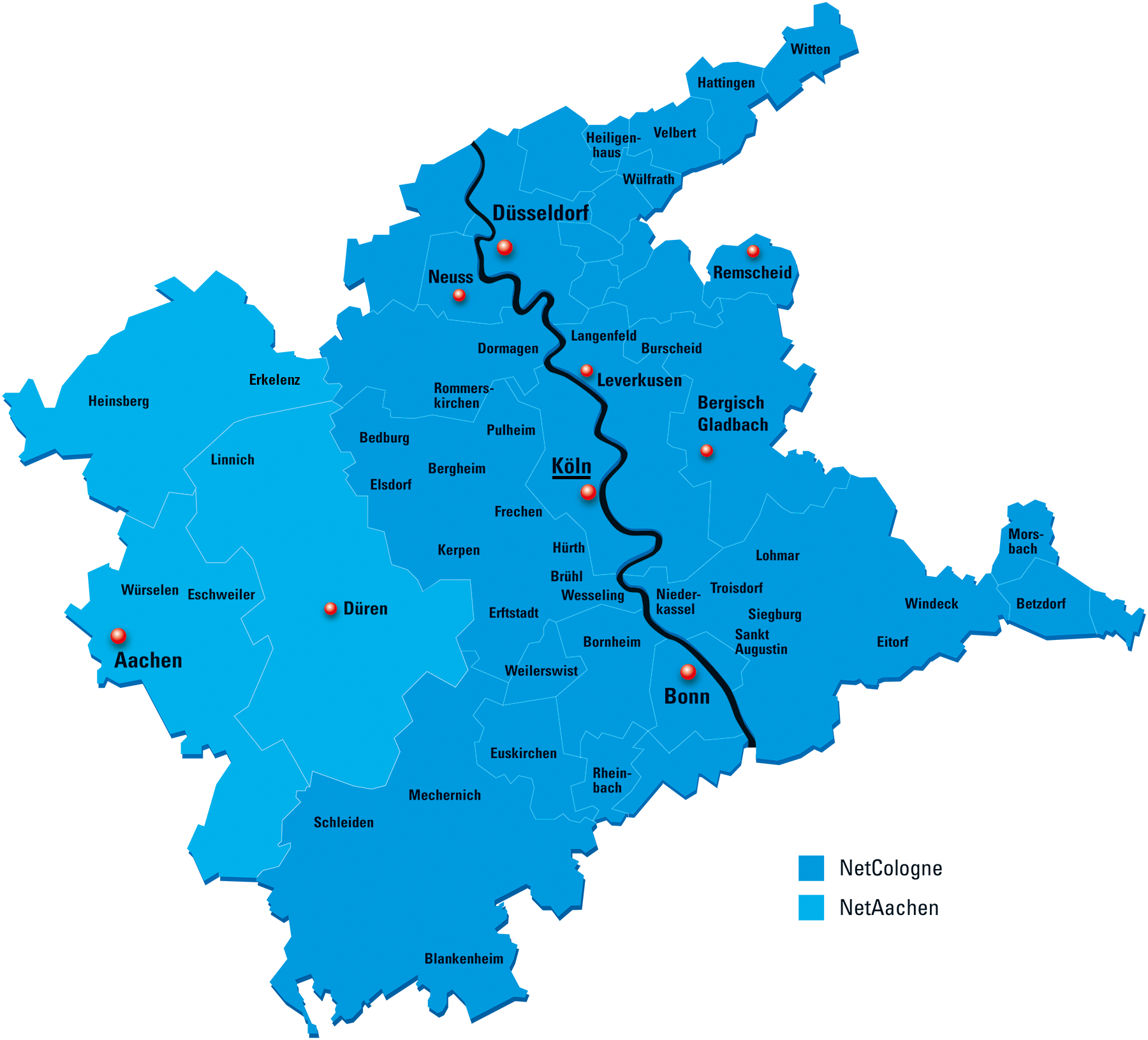
Netz- und Verbreitungsgebiet

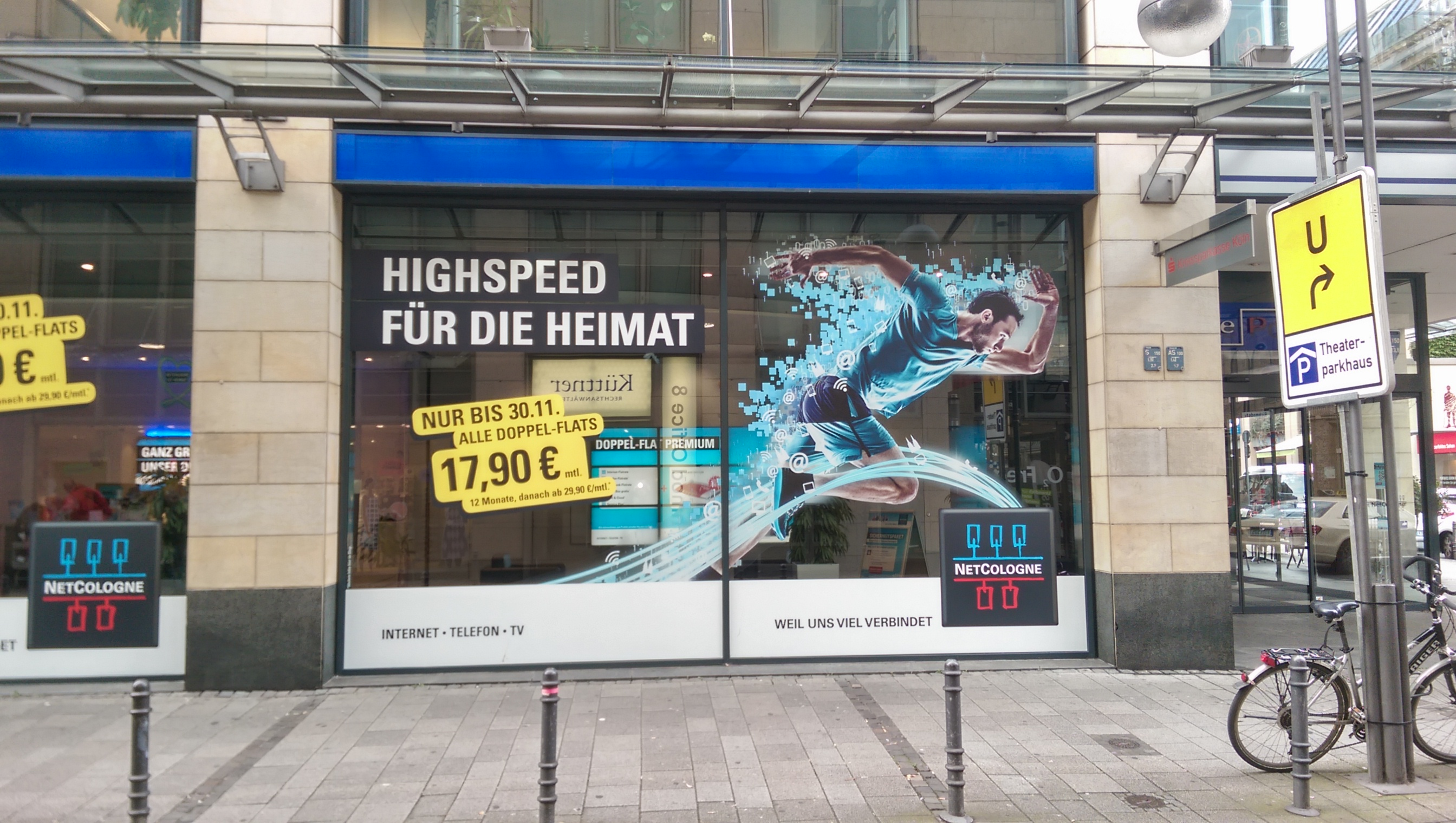
NetCologne Future Point in Köln

Im Internet veröffentlicht NetCologne keine Karte über die eigene Netzinfrastruktur. Das für den Kunden im Internet einsehbare „NetCologne Breitbandnetz“ umfasst alle Gebiete in der NetCologne Anschlüsse anbietet und dazu ggf. auch Netzinfrastruktur von Wettbewerbern nutzt.
NetCologne stellt das eigene Netz als Open Access anderen Wettbewerbern zur Verfügung.
Seit 2006 baut das Unternehmen Schritt für Schritt in Köln ein neues Glasfasernetz aus. Dabei werden die Glasfasern bis in die Keller der Häuser gelegt (FTTB) und innerhalb der Häuser die vorhandene Verkabelung genutzt. Mit dieser Technologie sind aktuell für Privatkunden Datenübertragungsraten von bis zu 1000 Mbit/s im Downstream und 200 Mbit/s im Upstream möglich, für Geschäftskunden bis 10 Gbit/s symmetrisch.
Bereits in Planung ist Glasfaser bis in die einzelnen Wohnungen (FTTH), einzelne Gebiete werden bereits über FTTH versorgt.

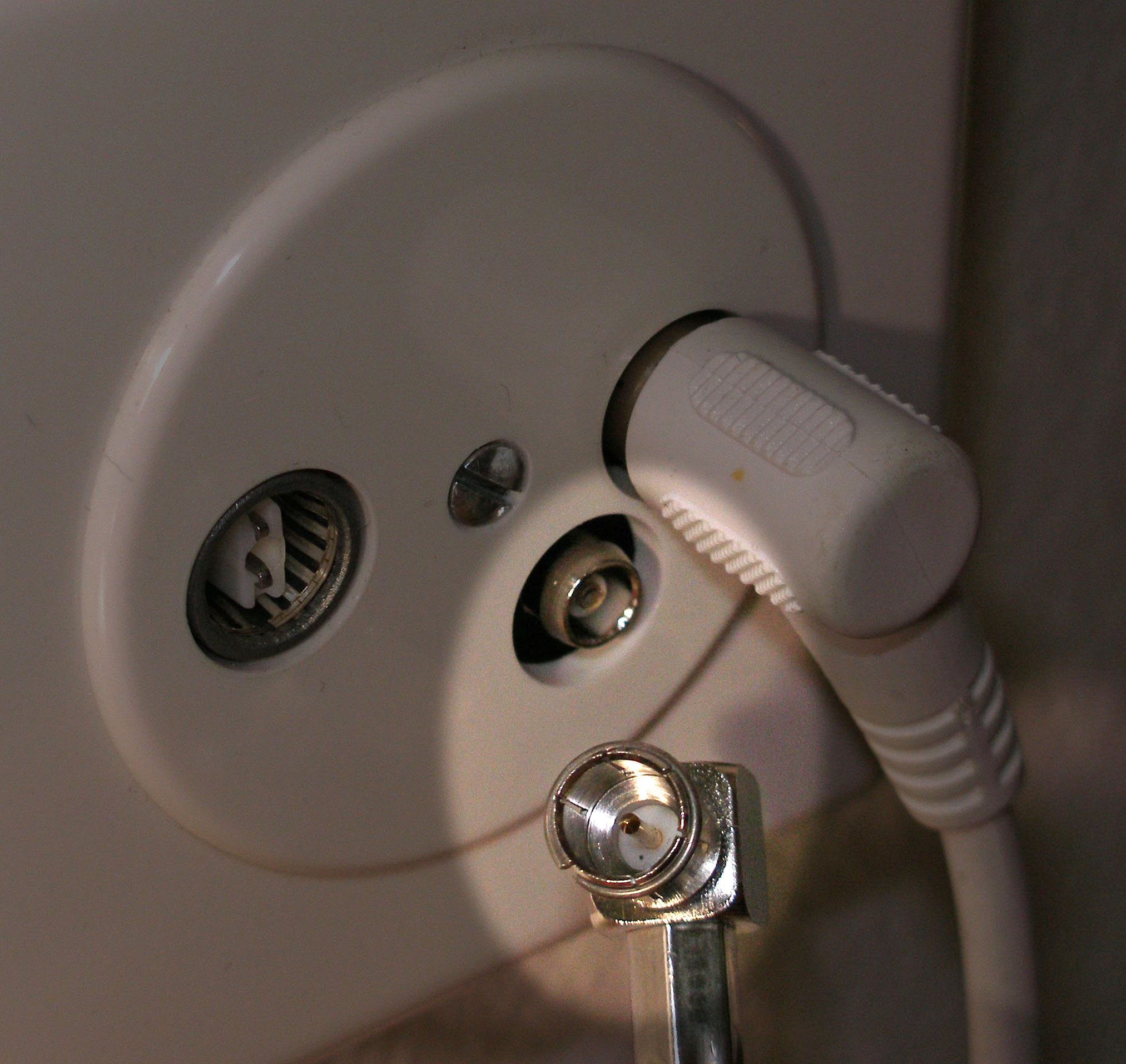
NetCologne verwendet bei HFC-Anschlüssen WICLIC-Steckverbinder

Das Kabel-TV-Angebot (NetTV über Kabel) von NetCologne wird über ein Hybrid-Fiber-Coax-Netz (kurz HFC) verbreitet, das Internet-TV-Angebot (NetTV über Internet) würd mittels IPTV-Box und SmartTV-App sowie Apps für Android und iOS/iPadOS bereitgestellt.
FTTC-/VDSL-Ausbaugebiete: Alfter, Bedburg, Bergheim, Bergisch Gladbach (Hand, Paffrath, Moitzfeld, Herkenrath), Betzdorf (Rhld.-Pfalz), Bornheim, Brühl, Burscheid (inkl. Grünscheid), Dormagen, Eitorf, Elsdorf, Erftstadt, Frechen, Hattingen, Heiligenhaus, Hürth, Kerpen, Köln-Godorf, Köln-Höningen, Köln-Libur, Köln-Lövenich, Köln-Meschenich, Köln-Roggendorf/Thenhoven, Köln-Rondorf/Hochkirchen, Köln-Sürth, Köln-Weiden, Köln-Widdersdorf, Köln-Worringen, Leichlingen, Leverkusen, Morsbach, Niederkassel, Pulheim, Rheinbach, Rommerskirchen, Velbert-Langenberg, Weilerswist, Wesseling, Windeck, Witten.
Zusätzlich zum Eigenausbau führt NetCologne auch eine Reihe von Kooperationsausbauprojekten in der Region durch. Durch Partnerschaften mit Städten, Kommunen und Energieversorgern wird somit das Glasfasernetz für Kunden beständig erweitert. Dabei übernehmen die Kooperationspartner den Ausbau der Infrastruktur, NetCologne installiert und betreibt die aktive Technik.
In Düsseldorf werden u. a. Häuser der Wohnungsgenossenschaft WOGEDO seit 2012 mit Kabel-TV und Internet versorgt.

## Digitales Fernsehen
Seit 1996 bietet das Unternehmen im Raum Köln/Bonn auch Kabelfernsehen an, seit Januar 2019 ausschließlich digitale Fernseh- und Radioprogramme. Das Programmangebot von NetCologne stammt teilweise vom Anbieter KabelKiosk, Eutelsat, teilweise speist NetCologne die Programme selber ein. Insgesamt bietet NetCologne über 400 TV- und Radioprogramme an. Zusätzlich zu den unverschlüsselten, kostenfreien Sendern bietet NetCologne kostenpflichtige Programmpakete und den Kabelanschluss Premium +HD an. Der Kabelanschluss Premium +HD beinhaltet die Privatsender in HD. Insgesamt bietet NetCologne über MultiKabel ca. 330 TV- und Radioprogramme sowie zusätzlich IPTV unter dem Namen NetTV an. Seit dem 30. Januar 2019 gehört die analoge Verbreitung von Fernsehprogrammen der Vergangenheit an, es gibt nur noch digital TV bei NetCologne.

## Produkte
- DSL-Anschlüsse
  - Privatkunden-DSL
  - Firmenkunden
    - DSL
    - G.SHDSL.
    - SVDSL
- Glasfaser-DSL für Privatkunden
- Multikabel-Anschlüsse (HFC) für Privatkunden, die für Voip benötigten Ports sind für andere Betreiber gesperrt.
- Mobilfunk (Vodafone-Netz)
- Kabelanschluss Premium
- Programmpakete für Unterhaltung, Film, Sport...
- Kabelanschluss Premium + HDTV
- Domain- und Homepage-Services für Geschäfts- und Privatkunden
- Für Geschäftskunden: Telefondienste, Internetdienste, Festverbindungen und Corporate Networks, Komplettlösungen inklusive Serverhousing
- IT-Services wie Managed Services, Cloud-Lösungen, IT-Security Konzepte, IT-Outsourcing mit User Help Desk über das Tochterunternehmen NetCologne IT-Services[4]